# Cathédrale Notre-Dame-du-Liban de Paris
Cette  cathédrale n’est pas la seule cathédrale Notre-Dame-du-Liban.
La cathédrale Notre-Dame-du-Liban est un édifice religieux de l'Église maronite pour le culte catholique oriental de tradition syriaque antiochienne. Elle est située 15-17 rue d'Ulm à Paris, dans l'enceinte de l'Institut Curie et rattachée au foyer franco-libanais ainsi qu'à l'éparchie Notre-Dame-du-Liban de Paris des Maronites.

## Historique
Construite vers 1893 sur les plans de l'architecte Jules-Godefroy Astruc, elle est inaugurée le 13 mai 1894 et allouée aux pères jésuites de l'école Sainte-Geneviève. À la suite des lois sur la séparation des Églises et de l'État de 1905, les jésuites doivent la quitter. Elle est ensuite affectée en 1915 au culte maronite. En 1937, le foyer franco-libanais est établi autour de la paroisse. De 1990 à 1993, d'importants travaux sont réalisés dans l'église (toiture, verrière, rosace…).
Deux autres grandes églises maronites françaises s’appelant également Notre-Dame-du-Liban sont situées à Marseille et à Lyon. Plusieurs paroisses sont aussi en cours de construction. L'église parisienne demeure néanmoins l'église majeure des maronites en France.

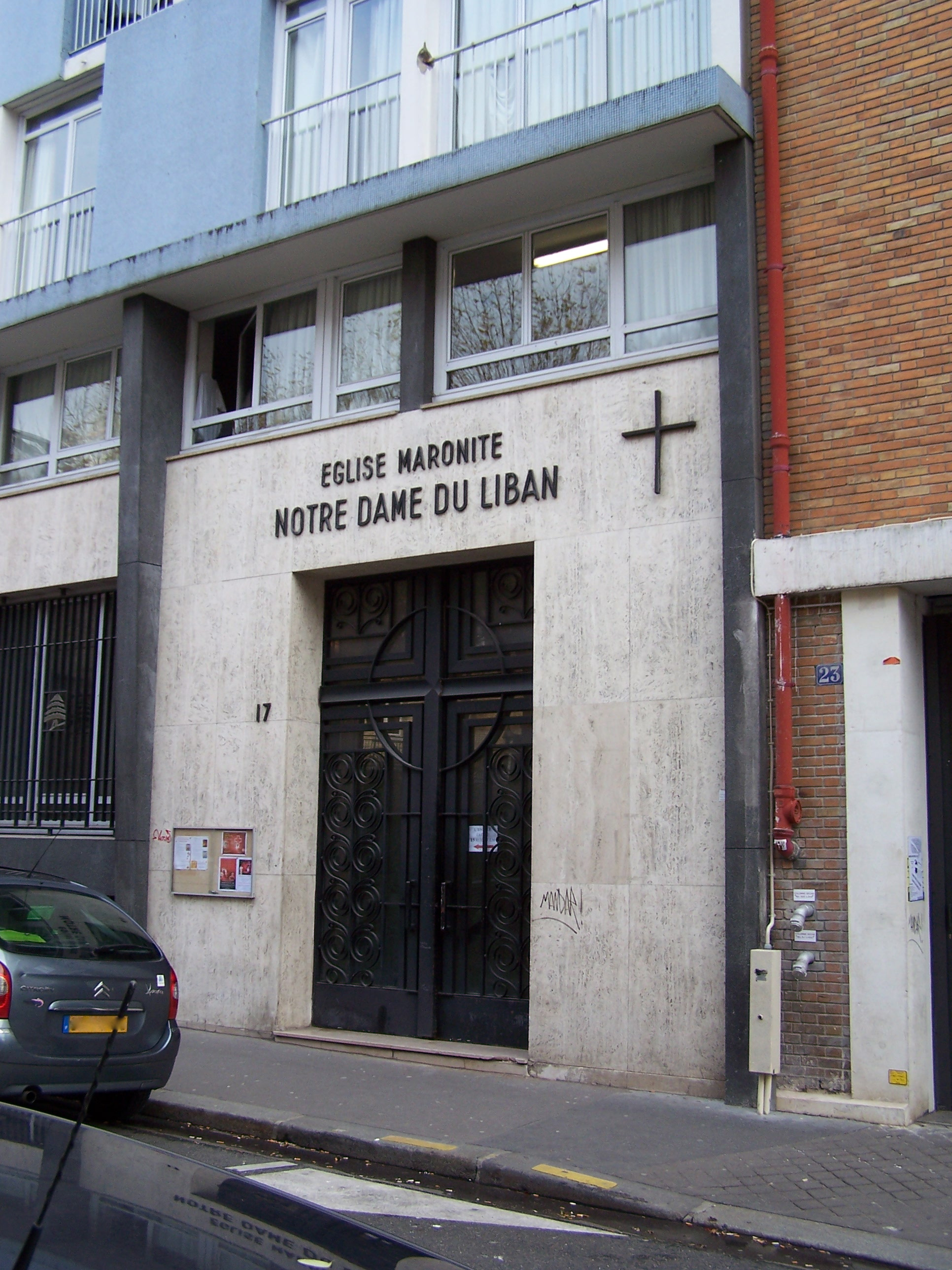
Entrée de l'église au no 17 de la rue d'Ulm.
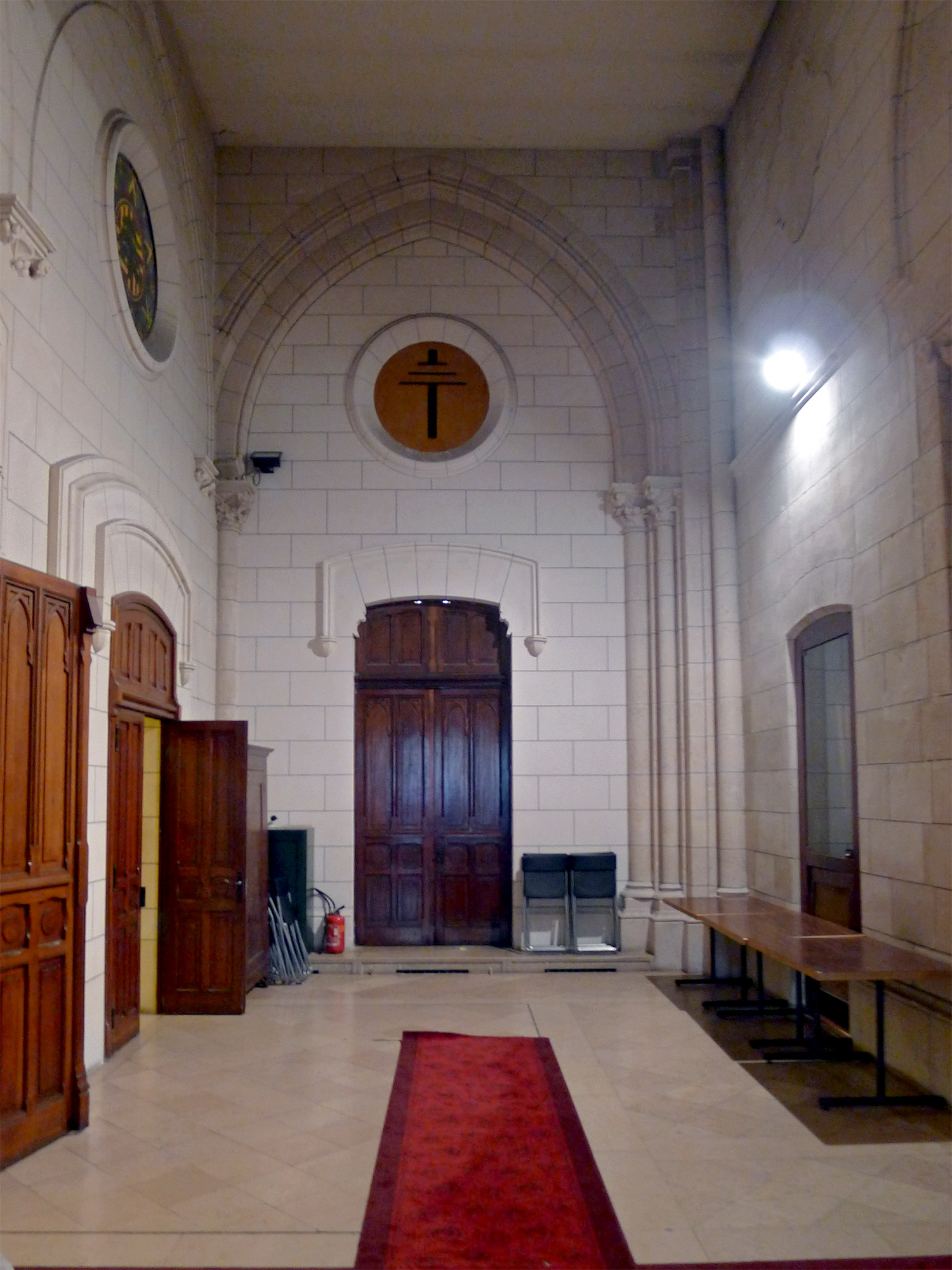
L'entrée intérieure.
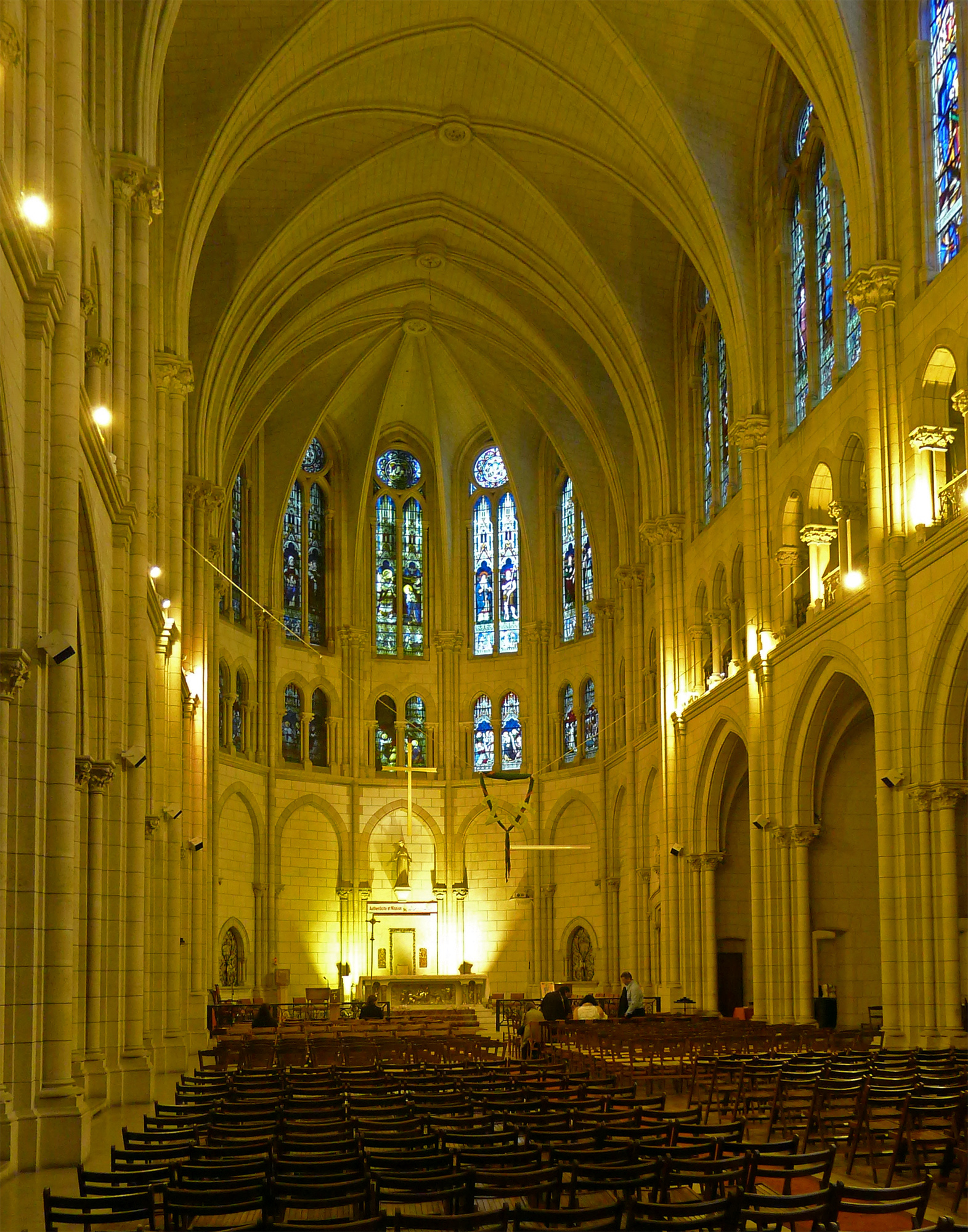
La nef et le chœur.

## L'église et les arts
L'église Notre-Dame-du-Liban a connu également un rôle culturel, pendant plus de trente ans, avec le label de musique classique Erato qui y a effectué la plupart de ses enregistrements. Plus de 1 200 disques y ont été enregistrés[réf. nécessaire], notamment par le flûtiste Jean-Pierre Rampal, le trompettiste Maurice André ou l'orchestre de chambre Jean-François Paillard.
En 1984, sur une suggestion de Robert Calle, directeur de l'Institut Curie attenant, le lieu a été investi durant six mois par l'artiste espagnol Miquel Barceló qui y installe un atelier temporaire et peint sa série de tableaux sur le Louvre exposée l'année suivante au Centre d'arts plastiques contemporains de Bordeaux.
En 2014, Philippe Sarde y enregistre la bande originale du film de Louis Garrel, Les Deux Amis.

### Articles liés
- Église maronite
- Église d'Antioche
- Quartier du Val-de-Grâce
- Liste des édifices religieux de Paris